# Eugoa trifaciata
Eugoa trifaciata är en fjärilsart som beskrevs av Pieter Cornelius Tobias Snellen 1880. Eugoa trifaciata ingår i släktet Eugoa och familjen björnspinnare. Inga underarter finns listade i Catalogue of Life.